# 사메시마 고타
사메시마 고타(일본어: 鮫島 晃太, 1992년 6월 24일 ~ )는 일본의 축구 선수이다.

## 구단 경력
그는 2011년부터 2021년까지 J리그의 산프레체 히로시마, 가이나레 돗토리, AC 나가노 파르세이루, 후지에다 MYFC에서 활동하였다.